# The Essential Leonard Cohen
The Essential Leonard Cohen är ett samlingsalbum som släpptes den 22 oktober 2002 av Sony BMG i sin The Essential serie. Albumet täcker Cohens musikkarriär från 60-talet och framåt. Alla studioalbum släppta innan 2002 är representerade, med undantag av albumet Death of a Ladies' Man.

## Låtlista

### Skiva 1
1. "Suzanne" – 3:48
2. "The Stranger Song" – 5:00
3. "Sisters of Mercy" – 3:34
4. "Hey, That's No Way to Say Goodbye" – 2:54
5. "So Long, Marianne" – 5:39
6. "Bird on the Wire" - 3:25
7. "The Partisan" – 3:25
8. "Famous Blue Raincoat" – 5:09
9. "Chelsea Hotel #2" – 3:06
10. "Take This Longing" – 4:06
11. "Who by Fire" – 2:34
12. "The Guests" – 6:40
13. "Hallelujah" – 4:38
14. "If It Be Your Will" – 3:42
15. "Night Comes On" – 4:40
16. "I'm Your Man" – 4:25
17. "Everybody Knows" – 5:37
18. "Tower of Song" – 5:37

Anmärkningar
- Spår 1–5 kommer från Songs of Leonard Cohen (1967)
- Spår 6–7 kommer från Songs from a Room (1969)
- Spår 8 kommer från Songs of Love and Hate (1971)
- Spår 9–11 kommer från New Skin for the Old Ceremony (1974)
- Spår 12 kommer från Recent Songs (1979)
- Spår 13–15 kommer från Various Positions (1984)
- Spår 16–18 kommer från I'm Your Man (1988)

### Skiva 2
1. "Ain't No Cure for Love" – 4:49
2. "Take This Waltz" – 5:58
3. "First We Take Manhattan" – 5:50
4. "Dance Me to the End of Love" (live) – 6:04
5. "The Future" – 6:40
6. "Democracy" – 7:03
7. "Waiting for the Miracle" – 7:42
8. "Closing Time" – 5:57
9. "Anthem" – 5:59
10. "In My Secret Life" – 4:53
11. "Alexandra Leaving" – 5:22
12. "A Thousand Kisses Deep" – 6:26
13. "Love Itself" – 5:21

Anmärkningar
- Spår 1–3 kommer från I'm Your Man (1988)
- Spår 4 kommer från Cohen Live (1994)
- Spår 5–9 kommer från The Future (1992)
- Spår 10–13 kommer från Ten New Songs (2001)